# Topilec-Kolonia
Topilec-Kolonia – wieś w Polsce położona w województwie podlaskim, w powiecie białostockim, w gminie Turośń Kościelna. Leży nad Narwią.
W latach 1975–1998 miejscowość administracyjnie należała do województwa białostockiego.